# Liste der Stolpersteine in der Comarca Alt Penedès

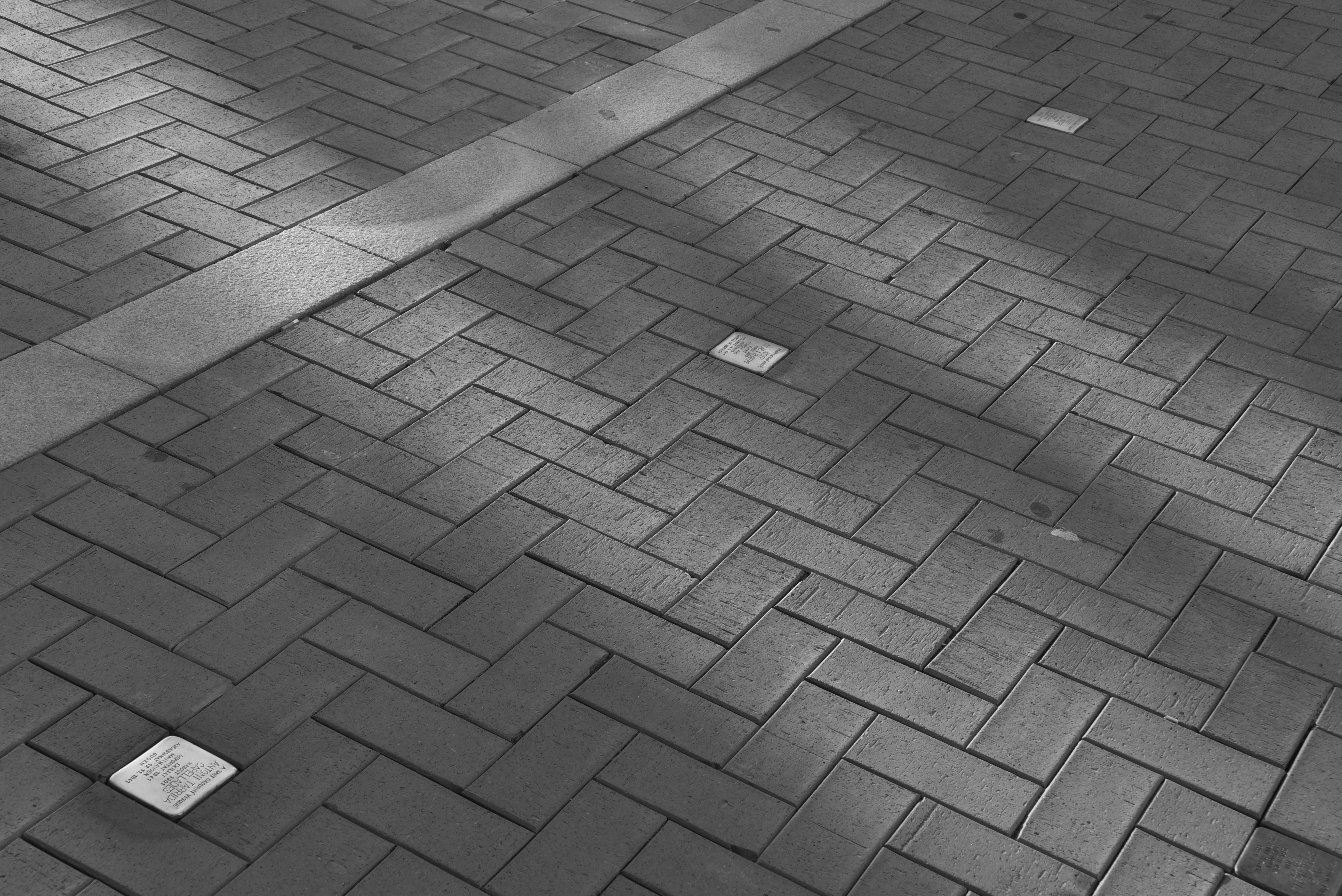
Stolpersteine in Sant Sadurní d’Anoia

Die Liste der Stolpersteine in der Comarca Alt Penedès enthält die Stolpersteine der Comarca Alt Penedès in Spanien, die vom Kölner Künstler Gunter Demnig verlegt wurden. Stolpersteine erinnern an das Schicksal der Menschen, die von den Nationalsozialisten ermordet, deportiert, vertrieben oder in den Suizid getrieben wurden. Sie liegen im Regelfall vor dem letzten selbstgewählten Wohnsitz des Opfers.
Die ersten Verlegungen in Spanien erfolgten am 9. April 2015 in Navàs und El Palà de Torroella, in der Comarca Alt Penedès wurden die ersten Stolpersteine am 25. September 2020 in Vilafranca del Penedès verlegt. Die katalanische Übersetzung des Begriffes Stolpersteine lautet: pedres que fan ensopegar. Auf Spanisch werden sie piedras de la memoria (Erinnerungssteine) genannt.

## Verlegte Stolpersteine

### Sant Sadurní d’Anoia
In der Stadt Sant Sadurní d’Anoia wurden bisher sieben Stolpersteine an einer Adressen verlegt.
| Stolperstein | Übersetzung | Verlegeort                      | Name, Leben                           |
| ------------ | --- | ------------------------------- | ------------------------------------- |
|              | IN SANT SADURNÍ LEBTE JAUME BARCELÓ URGELL GEBOREN 1919 EXIL DEPORTIERT 1941 MAUTHAUSEN ERMORDET 25.1.1942 GUSEN            | Plaça Nova Sant Sadurní d’Anoia | Jaume Barceló Urgell (1919–1942)      |
|              | IN SANT SADURNÍ LEBTE MANUEL BONET BONET GEBOREN 1905 EXIL DEPORTIERT 1941 MAUTHAUSEN ERMORDET 10.6.1943                    | Plaça Nova Sant Sadurní d’Anoia | Manuel Bonet Bonet (1905–1943)        |
|              | IN SANT SADURNÍ LEBTE JOSEP CASAS I BORRÀS GEBOREN 1909 EXIL DEPORTIERT 1940 MAUTHAUSEN ERMORDET 24.9.1941 SCHLOSS HARTHEIM | Plaça Nova Sant Sadurní d’Anoia | Josep Casas i Borràs (1909–1941)      |
|              | IN SANT SADURNÍ LEBTE ANTONIO SID MAS GEBOREN 1919 EXIL DEPORTIERT 1940 MAUTHAUSEN BEFREIT                                  | Plaça Nova Sant Sadurní d’Anoia | Antonio Cid Mas (1919–?)              |
|              | IN SANT SADURNÍ LEBTE JOSEP DOLS GIBERT GEBOREN 1895 EXIL DEPORTIERT 1941 MAUTHAUSEN ERMORDET 13.4.1941 GUSEN               | Plaça Nova Sant Sadurní d’Anoia | Josep Dols Gibert (1895–1941)         |
|              | IN SANT SADURNÍ LEBTE JOSEP QUEROL FENOLLOSA GEBOREN 1919 EXIL DEPORTIERT 1940 MAUTHAUSEN ERMORDET 26.9.1941 GUSEN          | Plaça Nova Sant Sadurní d’Anoia | Josep Querol Fenollosa (1919–1942)    |
|              | IN SANT SADURNÍ LEBTE ANTINI TARRIDA CAPELLADES GEBOREN 1901 EXIL DEPORTIERT 1941 MAUTHAUSEN ERMORDET 17.11.1941 GUSEN      | Plaça Nova Sant Sadurní d’Anoia | Antoni Tarrida Capellades (1901–1941) |

### Torrelles de Foix
In der Gemeinde Torrelles de Foix wurde bisher ein Stolperstein verlegt.
| Stolperstein | Übersetzung                                                                                           | Verlegeort        | Name, Leben                      |
| ------------ | --- | ----------------- | -------------------------------- |
|              | HIER LEBTE JOSEP RAVENTÓS DENÍS GEBOREN 1909 EXIL DEPORTIERT 1940 MAUTHAUSEN ERMORDET 22.9.1941 GUSEN | Torrelles de Foix | Josep Raventós Denís (1909–1941) |

### Vilafranca del Penedès
In der Gemeinde Vilafranca del Penedès wurde bisher neun Stolpersteine an sieben Adressen verlegt.
| Stolperstein | Übersetzung                                                                                                   | Verlegeort                                                                          | Name, Leben                         |
| ------------ | --- | ----------------------------------------------------------------------------------- | ----------------------------------- |
|              | HIER LEBTE DAMIÀ ALEIXENDRI CURTÓ GEBOREN 1909 EXIL DEPORTIERT 1941 MAUTHAUSEN ERMORDET 25.3.1942             | Carrer Amàlia Soler, 39 (nicht auffindbar an dieser Adresse) Vilafranca del Penedès | Damià Aleixendri Curto (1909–1942)  |
|              | HIER LEBTE JOSEP CERRILLO GALIMANY GEBOREN 1906 EXIL DEPORTIERT 1941 MAUTHAUSEN ERMORDET 15.X.1941 GUSEN      | Carrer Ateneu, 50 Vilafranca del Penedès                                            | Josep Cerrillo Galimany (1906–1941) |
|              | HIER LEBTE PERE ESCUDÉ BALAGUER GEBOREN 1892 EXIL DEPORTIERT 1941 MAUTHAUSEN ERMORDET 1.7.1942                | Carrer Ponent, 1 Vilafranca del Penedès                                             | Pere Escudé Balaguer (1892–1942)    |
|              | HIER LEBTE JOSEP JUNYENT FELIU GEBOREN 1892 EXIL DEPORTIERT 1940 MAUTHAUSEN BEFREIT                           | Carrer Sant Bernat, 4 Vilafranca del Penedès                                        | Josep Junyent Feliu (1892–?)        |
|              | HIER LEBTE JOSEP JUNYENT FERRAN GEBOREN 1920 EXIL DEPORTIERT 1940 MAUTHAUSEN ERMORDET 1.11.1941 GUSEN         | Carrer Sant Bernat, 4 Vilafranca del Penedès                                        | Josep Junyent Ferran (1929–1941)    |
|              | IN VILAFRANCA LEBTE RAMON GUASCH GEBOREN 1911 EXIL DEPORTIERT 1944 BUCHENWALD SCHICKSAL UNBEKANNT             | Parc de la Pau vor dem Deportationsdenkmal Vilafranca del Penedès                   | Ramon Guasch (1911–?)               |
|              | HIER LEBTE EUSEBI PEREZ MARTIN GEBOREN 1920 EXIL DEPORTIERT 1940 MAUTHAUSEN BEFREIT                           | Carrer Menéndez Palayo, 18 Vilafranca del Penedès                                   | Eusebi Pérez (1920–?)               |
|              | HIER LEBTE JOSEP SANAHUJA NADAL GEBOREN 1893 EXIL DEPORTIERT 1941 MAUTHAUSEN ERMORDET 21.10.1941 GUSEN        | Rambla de Sant Francesc, 7 Vilafranca del Penedès                                   | Josep Sanahuja Nadal (1893–1941)    |
|              | IN VILAFRANCA RAFAEL VIÑOLAS GARCÍA GEBOREN 1910 EXIL DEPORTIERT 1941 MAUTHAUSEN ERMORDET 14.10.1942 HARTHEIM | Parc de la Pau vor dem Deportationsdenkmal Vilafranca del Penedès                   | Rafael Viñolas (1910–1942)          |

## Verlegedaten
- 25. September 2020: Vilafranca del Penedès
- 24. Januar 2021: Torrelles de Foix
- 22. Oktober 2021: Sant Sadurní d’Anoia[1]